# Кергелен, Мишель Франсуа-Жак
Мишель Франсуа-Жак Кергелен (фр. Michel François-Jacques Kerguélen или фр. Michel Kerguélen, 1928 — 1999) — французский ботаник, создатель Index synonymique de la flore de France.    

## Биография
Мишель Франсуа-Жак Кергелен родился в 1928 году.
В 1969 году он стал директором службы идентификации на национальной станции испытаний посевов La Minière около Версаля.
В 1993 году Кергелен опубликовал Index synonymique de la flore de France, который стал доступен в Интернете в 1998 году. Index synonymique de la flore de France Кергелена представляет собой алфавитный список таксонов местной флоры и культурных растений, их синонимы и их гибриды.
Мишель Франсуа-Жак Кергелен умер в 1999 году.

## Научная деятельность
Мишель Франсуа-Жак Кергелен специализировался на папоротниковидных и на семенных растениях.

## Научные работы
- Les Graminaceae (Poaceae) de la flore française. Essai de mise au point taxonomique et nomenclaturale Lejeunia nouvelle série, t 75, 1975, pp 1–343.
- Index synonymique de la flore de France. 1993 (Il est accessible dans Internet dès 1998)[2].